# جيمس لي بورك
جيمس لي بورك (بالإنجليزية: James Lee Burke)‏‏ (5 ديسمبر 1936 في هيوستن - ) كاتب، وروائي من الولايات المتحدة.

## الجوائز
- زمالة غوغنهايم
- جائزة إدغار

## روابط خارجية
- جيمس لي بورك على موقع IMDb (الإنجليزية)
- جيمس لي بورك على موقع مونزينجر (الألمانية)
- جيمس لي بورك على موقع ميوزك برينز (الإنجليزية)
- جيمس لي بورك على موقع إن إن دي بي (الإنجليزية)
- جيمس لي بورك على موقع ديسكوغز (الإنجليزية)
- جيمس لي بورك على موقع قاعدة بيانات الفيلم (الإنجليزية)